# (9937) Трицератопс
(9937) Трицератопс (лат. Triceratops) — типичный астероид главного пояса. Он был открыт 17 февраля 1988 года бельгийским астрономом Эриком Эльстом в обсерватории Ла-Силья и назван Трицератопсом, в честь рода крупных растительноядных динозавров из семейства цератопсид.

Орбита астероида Трицератопс и его положение в Солнечной системе